# Euphorbia caperonioides
Euphorbia caperonioides là một loài thực vật có hoa trong họ Đại kích. Loài này được R.A.Dyer & P.G.Mey. mô tả khoa học đầu tiên năm 1966.